# Matthieu Jost
Pour les articles homonymes, voir Jost.
Matthieu Jost, né le 8 janvier 1981 à Sainte-Foy-lès-Lyon, est un patineur artistique français de danse sur glace. 
Il a eu trois partenaires principales : Roxane Petetin (1997-2005), Pernelle Carron (2005-2009) et Olga Orlova (2009-2010).

## Biographie

### Carrière sportive avecPernelle Carron
Matthieu Jost patine avec Pernelle Carron à la suite de l'arrêt des compétitions de son ancienne partenaire Roxane Petetin qui s'est blessée. Ils participent dès l'automne 2005 au Trophée Bompard (11e) puis prennent la médaille de bronze des championnats de France 2006 à Besançon. Ils ne peuvent pas participer ni aux championnats d'Europe de janvier 2006 à Lyon, ni aux championnats du monde de mars 2006 à Calgary, car la France ne disposent que de deux places pour ces deux compétitions.
En 2006/2007, ils participent à deux épreuves du Grand Prix ISU au cours de l'automne. Ils se rendent d'abord à la coupe de Chine (5e) puis au Trophée Bompard (8e). Ils conservent ensuite leur médaille de bronze des championnats de France 2007 à Orléans. Nathalie Péchalat & Fabian Bourzat étant forfait pour les championnats d'Europe de janvier 2007 à Varsovie, cela leur permet de s'y rendre. Ils rentrent alors directement dans le top 10 européen en prenant la 9e place. Par contre, ils ne pourront pas se présenter aux championnats du monde de mars 2007 à Tokyo.
En 2007/2008, ils montent sur la 3e marche du podium du Skate Canada mais doivent se contenter de la 5e place au Trophée Bompard. En l'absence de Nathalie Péchalat & Fabian Bourzat aux championnats de France 2008 à Megève, cela leur permet de remporter la médaille d'argent nationale. Ils conservent ensuite leur 9e place lors des championnats d'Europe de janvier 2008 à Zagreb. La France ne disposant toujours que de deux places aux championnats du monde de mars 2008 à Göteborg, ils ne peuvent donc toujours pas s'y rendre.
En 2008/2009, ils prennent deux fois la 5e place du Skate America et du Trophée Bompard. Aux championnats de France 2009 à Colmar, ils conservent leur médaille d'argent, mais cette fois grâce à l'absence d'Isabelle Delobel et Olivier Schoenfelder. Aux championnats d'Europe de janvier 2009 à Helsinki, ils progressent dans la hiérarchie européenne en se classant 6e. Ils vont ensuite participer pour la première fois ensemble aux championnats du monde, en mars 2009 à Los Angeles, et s'y classent 9e.

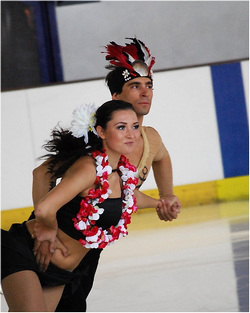
Matthieu Jost et Olga Orlova aux masters 2009 à Orléans.

À l'issue de leur quatrième saison, Pernelle Carron souhaite quitter Matthieu Jost pour patiner avec Lloyd Jones. Matthieu regrette la décision de son ancienne partenaire : "Elle ne m'a jamais rien raconté de ses projets. Nous étions sur le bon chemin pour les médailles. L'année 2011 aurait pu devenir notre année. J'aurais été prêt à continuer dix ans de plus".

### Carrière sportive avecOlga Orlova
Matthieu Jost souhaitant poursuivre sa carrière à Lyon, il cherche donc une nouvelle partenaire. Il effectue des essais avec la danseuse russe Olga Orlova qui vit aux États-Unis. Ceux-ci s'avérant concluant, ils décident de s'associer pour patiner ensemble. Ils s'entraînent en alternance à Lyon et à Hackensack dans le New Jersey où Olga Orlova donne des cours.
Parallèlement, Matthieu Jost qui vit depuis 2003 avec la patineuse Vanessa Gusmeroli, et devient papa le 6 juillet 2009 d'une fille prénommée Kim.
Début septembre, Olga reçoit un visa de deux ans pour la France. Le couple participe aux championnats de France 2010 à Marseille en décembre 2009, et prend la 3e place derrière Pernelle Carron/ Lloyd Jones et Zoé Blanc/ Pierre-Loup Bouquet. Mais leurs progrès n'ayant pas convaincu la FFSG (Fédération française des sports de glace) au cours de la saison, qui ne les sélectionne pour aucune compétition internationale, ils décident de ne pas poursuivre leur collaboration. Olga repart aux États-Unis et Matthieu arrête sa carrière amateur.

### Reconversion
Matthieu Jost arrête le patinage amateur en 2010 et décide de ne pas poursuivre de carrière professionnelle dans le milieu du patinage artistique. Il travaille désormais à plein temps dans le domaine informatique à Lyon.

## Palmarès
Avec trois partenaires différentes:
- Roxane Petetin (7 saisons : 1998-2005)
- Pernelle Carron (4 saisons : 2005-2009)
- Olga Orlova (1 saison : 2009-2010)

| Compétition                         | 1999    | 2000    | 2001    | 2002    | 2003    | 2004    | 2005    |  | 2006    | 2007    | 2008    | 2009    |  | 2010    |
| Jeux olympiques d'hiver             |         |         |         |         |         |         |         |  |         |         |         |         |  |         |
| Championnats du monde               |         |         |         |         | 23e     |         |         |  |         |         |         | 9e      |  |         |
| Championnats d'Europe               |         |         |         | 19e     | 17e     | 12e     |         |  |         | 9e      | 9e      | 6e      |  |         |
| Championnats de France              |         |         | 7e      | 2e      | 2e      | 2e      | F       |  | 3e      | 3e      | 2e      | 2e      |  | 3e      |
| Championnats du monde juniors       | 16e     | 11e     |         |         |         |         |         |  |         |         |         |         |  |         |
|                                     |         |         |         |         |         |         |         |  |         |         |         |         |  |         |
| Grand Prix ISU                      | 1998/99 | 1999/00 | 2000/01 | 2001/02 | 2002/03 | 2003/04 | 2004/05 |  | 2005/06 | 2006/07 | 2007/08 | 2008/09 |  | 2009/10 |
| Skate America                       |         |         |         |         |         |         |         |  |         |         |         | 5e      |  |         |
| Skate Canada                        |         |         |         |         |         |         |         |  |         |         | 3e      |         |  |         |
| Coupe d'Allemagne                   |         |         |         |         | 8e      |         |         |  |         |         |         |         |  |         |
| Coupe de Chine                      |         |         |         |         |         |         |         |  |         | 5e      |         |         |  |         |
| Trophée de France                   |         |         |         |         | 6e      | 6e      | A       |  | 11e     | 8e      | 5e      | 5e      |  |         |
| Coupe de Russie                     |         |         |         |         |         | 8e      |         |  |         |         |         |         |  |         |
| Légende : F = Forfait ; A = Abandon |         |         |         |         |         |         |         |  |         |         |         |         |  |         |